# Skoki do wody na Letniej Uniwersjadzie 2017
Skoki do wody na Letniej Uniwersjadzie 2017 – zawody w skokach do wody rozegrane w dniach 20–27 sierpnia podczas letniej uniwersjady w Tajpej. W 15 konkurencjach wystąpiło w sumie 106 zawodników z 24 państw.

## Medaliści
Mężczyźni
| Konkurencja                   | Złoto                                       | Srebro                                        | Brąz                                          |
| Trampolina 1 m                | Kim Yeong-nam                               | Briadam Herrera                               | Jewgienij Kuzniecow                           |
| Trampolina 3 m                | Ilja Zacharow                               | Jewgienij Kuzniecow                           | Giovanni Tocci                                |
| Wieża 10 m                    | Ri Hyon-ju                                  | David Dinsmore                                | Kim Yeong-nam                                 |
| Trampolina 3 m synchronicznie | Rosja · Ilja Zacharow · Jewgienij Kuzniecow | Korea Południowa · Woo Ha-ram · Kim Yeong-nam | Włochy · Gabriele Auber · Lorenzo Marsaglia   |
| Wieża 10 m synchronicznie     | Rosja · Roman Izmajłow · Nikita Szlejcher   | Korea Północna · Hyon Il-myong · Ri Hyon-ju   | Korea Południowa · Woo Ha-ram · Kim Yeong-nam |
| Klasyfikacja drużynowa        | Rosja                                       | Korea Południowa                              | Meksyk                                        |

Kobiety
| Konkurencja                   | Złoto                                         | Srebro                                      | Brąz                                            |
| Trampolina 1 m                | Dolores Hernández                             | Choe Un-gyong                               | Louisa Stawczynski                              |
| Trampolina 3 m                | Arantxa Chávez                                | Brooke Schultz                              | Kim Su-ji                                       |
| Wieża 10 m                    | Kim Kuk-hyang                                 | Kim Un-hyang                                | Celina Toth                                     |
| Trampolina 3 m synchronicznie | Meksyk · Arantxa Chávez · Melany Hernández    | Korea Południowa · Kim Na-mi · Kim Su-ji    | Rosja · Marija Poljakowa · Jelena Cziernych     |
| Wieża 10 m synchronicznie     | Korea Północna · Kim Kuk-hyang · Kim Un-hyang | Australia · Emily Meaney · Brittany O'Brien | Rosja · Julija Tichomirowa · Julija Timoszinina |
| Klasyfikacja drużynowa        | Korea Północna                                | Rosja                                       | Japonia                                         |

Konkurencje mieszane
| Konkurencja                   | Złoto                                                   | Srebro                                             | Brąz                                              |
| Trampolina 3 m synchrinicznie | Meksyk · Adán Zúñiga · Arantxa Chávez                   | Ukraina · Stanisław Olifierczyk · Wiktorija Kiesar | Włochy · Laura Bilotta · Gabriele Auber           |
| Wieża 10 m synchrinicznie     | Korea Północna · Kim Kuk-hyang · Hyon Il-myong          | Rosja · Nikita Szlejcher · Julija Timoszinina      | Stany Zjednoczone · Joseph Law · Olivia Rosendahl |
| Drużynowo                     | Ukraina · Ołeksandr Gorszkowozow · Anastasija Niedobiga | Kanada · Tyler Henschel · Celina Toth              | Niemcy · Lars Rüdiger · Duong Kieu Trang          |

## Klasyfikacja medalowa
| Miejsce | Reprezentacja     | Złoto | Srebro | Brąz | Razem |
| ------- | ----------------- | ----- | ------ | ---- | ----- |
| 1.      | Korea Północna    | 5     | 3      | 0    | 8     |
| 2.      | Rosja             | 4     | 3      | 3    | 10    |
| 3.      | Meksyk            | 4     | 0      | 1    | 5     |
| 4.      | Korea Południowa  | 1     | 3      | 3    | 7     |
| 5.      | Ukraina           | 1     | 1      | 0    | 2     |
| 6.      | Stany Zjednoczone | 0     | 3      | 1    | 4     |
| 7.      | Kanada            | 0     | 1      | 1    | 2     |
| 8.      | Australia         | 0     | 1      | 0    | 1     |
| 9.      | Włochy            | 0     | 0      | 3    | 3     |
| 10.     | Niemcy            | 0     | 0      | 2    | 2     |
| 11.     | Japonia           | 0     | 0      | 1    | 1     |